# Lugovi (Czarnogóra)
Lugovi (cyr. Лугови) – wieś w Czarnogórze, w gminie Pljevlja. W 2011 roku liczyła 6 mieszkańców.